# 姆巴拉卡尤
姆巴拉卡尤（西班牙語：Mbaracayú），是巴拉圭的城鎮，位於該國東部，由上巴拉那省負責管轄，距離亞松森430公里，面積715平方公里，海拔高度185米，居民主要從事農業，人口8,337。